# Tamaš Šlajher
Tamaš Šlajher (ur. 3 sierpnia 1994) – serbski zapaśnik walczący w stylu klasycznym. Trzeci na mistrzostwach śródziemnomorskich w 2014 roku.